# Suillellus
Suillellus är ett släkte soppar som tillhör familjen Boletaceae. Släktet beskrevs 1909 av William Murrill men föll "i glömska" och dess arter "gled över" till släktet Boletus. Molekylärgenetiska studier ledde till att Suillellus "återupplivades" 2014.

## Arter
- Suillellus adonis
- Suillellus amygdalinus
- Suillellus atlanticus
- Suillellus comptus
- Suillellus floridanus
- Suillellus hypocarycinus
- Suillellus luridiceps
- Eldsopp Suillellus luridus
- Suillellus mendax
- Suillellus pictiformis
- Flamsopp Suillellus queletii
- Rosensopp Suillellus rhodoxanthus